# Igreja Matriz São José (Taquari)
A Igreja Matriz São José é um templo católico da cidade brasileira de Taquari, sendo um dos mais antigos do estado do Rio Grande do Sul.
Seu projeto é do brigadeiro José Custódio de Sá e Faria, datado de 1765, com estilo barroco tardio, sendo um dos raros exemplares neste estilo a sobreviver no Rio Grande do Sul. Segundo Athos Damasceno, as obras efetivamente só iniciaram entre 1772 e 1787. Em algum momento elas foram interrompidas e só retomadas em 1799, quando a parte edificada já precisava de reparos. Em 1803 a nave e a capela-mor estava prontas, faltando ainda a sacristia e a torre, só acrescentada em 1899.
Tem uma fachada de linhas simples e austeras, sem qualquer ornamento, mas o interior ainda possui quatro altares laterais e tribunas entalhados, além do altar-mor, bem como originalmente ostentou importante estatuária, com destaque para a do padroeiro no altar-mor, as de São Miguel e São Francisco de Paula, junto da outra, e uma imagem processional de Cristo Morto. Porém, reformas e modificações ao longo do século XX descaracterizaram significativamente sua autenticidade.